# Rúben Silvestre
Rúben Filipe Quintano Silvestre (sinh ngày 21 tháng 1 năm 1994) là một cầu thủ bóng đá người Bồ Đào Nha thi đấu cho Oțelul Galați ở vị trí tiền đạo.

## Sự nghiệp câu lạc bộ
Anh ra mắt chuyên nghiệp tại Giải bóng đá hạng nhất quốc gia Bồ Đào Nha cho Tondela vào ngày 12 tháng 1 năm 2014 trong trận đấu trước Sporting Covilhã.